# Stefan Dokoupil
Stefan Dokoupil (* 16. Juni 1970 in Amstetten, Niederösterreich) ist ein österreichischer Fotograf. Dokoupil befasst sich hauptsächlich mit Mode- und Werbefotografie.

## Leben
Bevor er zu fotografieren begann, war Stefan Dokoupil ab 1998 als Kameramann für diverse Filmproduktionen und TV-Sender in Deutschland tätig, wie etwa Yellow Sunshine, Kabel 1, Pro 7, RTL, RTL2, ZDF und ARD. Nach dem Niedergang des Kirch-Imperiums führte ihn sein Weg zurück nach Österreich, wo er ab 2002 für den oberösterreichischen Privatfernsehsender LT1, den Salzburger Privatfernsehsender Salzburg TV (heute: Servus TV) und den ORF TV-Beiträge drehte. 2006 begann er sich als Autodidakt das nötige Wissen zum Fotografieren anzueignen, 2008 trat er mit seiner ersten Ausstellung unter dem Motto „Die sieben Todsünden“ an die Öffentlichkeit. Im selben Jahr entstand das international beachtete Kunstprojekt „Klon Eva“ mit dem Bleistiftzeichner und Naturalisten John Wieser. Seit 2008 ist Stefan Dokoupil auch als Workshop-Leiter aktiv. Dokoupil zählt zu den führenden Haar- und Frisuren-Fotografen im deutschsprachigen Raum.
Es folgten zahlreiche Publikationen und Titelseiten in diversen Zeitschriften, wie etwa Photographie, DOCMA, Stern/View, Fotozeitschrift, Stark Magazin und Penthouse, u. a. mit dem US-amerikanischen R'n'B-Star Truth Hurts und Brigitta Cimarolli. Im Jahr 2012 entstanden die Fotos für das „Mozartprojekt“ in Zusammenarbeit mit Roman Gregory, das für kontroverse Reaktionen sorgte, sowie die Fotos für die Alkbottle-CD „Für immer“. Im Oktober 2012 arbeitete Stefan Dokoupil als Referent und Workshop-Leiter bei den „Image Days“ in Salzburg, einer einmalig stattfindenden Veranstaltung der Salzburger Nachrichten. Seit 2013 ist Dokoupil im Lürzer’s Archiv „200 best Ad Photographers worldwide“ vertreten und gelistet. 2013 gründete Dokoupil die Firma Dokoupilphoto limited in London, wo er lebt und ein Studio betreibt.
2014 startete er die Fashionweekend European Tour, bei der er mit Friseuren, Stylisten und Models durch die Hauptstädte Europas tourt.
Im Jänner 2018 gab es den Relaunch der Fashionweekend European Tour 2018. Es stehen Städte wie London, Paris, Wien, Mailand, Berlin und Barcelona am Tourplan.
Dokoupil kritisierte im Jänner 2016 den österreichischen Politiker HC Strache mit einer „Wutrede“ auf seiner Facebookseite. Das löste einen Shitstorm gegen Dokoupil aus, nachdem Strache den Beitrag auf seiner Fanseite veröffentlicht hatte. Das Lifestyle- und Jugendmagazin Vice veröffentlichte darauf ein Interview mit Dokoupil, in dem er zu den Ereignissen Stellung nahm. 
Für das Theaterstück Lulu von Frank Wedekind bekam Dokoupil 2017 den Auftrag vom Landestheater Salzburg das Bühnenbild mitzugestalten. Dabei setzte er Lulu (Nikola Rudle) fotografisch in Szene. Das Bild wurde in der Größe 2 mal 3 Meter über der Bühne in das Bühnenbild integriert.

## Veröffentlichungen

### Print
- 03/2009: DOCMA Story "Bleistift gegen Photoshop"
- 06/2010: Stark Magazin Cover und Coverstory "Im Bad mit Silvia Hackl"
- 10/2010: Starkmagazin Cover plus Fotografenportrait "Nackte Tatsachen"
- 12/2010: Starkmagazin. Story "Haarkult"
- 03/2011: Penthouse Cover und Fotostrecke
- 05/2011: Penthouse Cover und Fotostrecke
- 09/2011: Penthouse Cover und Fotostrecke
- 10/2011: Penthouse Cover und Fotostrecke
- 11/2011: Penthouse Fotografenportrait. Stefan Dokoupil, der Geschichtenerzähler
- 01/2012: Penthouse Fotostrecke mit Brigitta Cimarroli
- 02/2012: Delicious Dolls Cover und Fotostrecke "Sandy P.Peng"
- 02/2012: Colorfoto Fachartikel "Perfekte Portraits"
- 02/2013: Tophair int. Fotostrecke "1001 Nacht"
- 07/2013: Madonna Fotostrecke "Festival-Frisuren"
- 04/2013: DOCMA Cover und Fachartikel Fashion-Fotografie
- 12/2013: TOPHAIR Austria Cover und Story Hall of Fame Collection
- 01/2014: Tattoo Magazin Cover und Fotostrecke "Sandy P.Peng"
- 01/2014: Lürzers Archive 200 best AD. Photographers worldwide
- 09/2014: Österreichischer Friseur Cover + Story iD Collection
- 04/2015: PHOTOGRAPHIE Magazin Cover
- 05/2015: WOMAN Fotostrecke/Story Majestic Sci-Fi
- 06/2015: DIVA Mag. Fotostrecke/Story Domestos Collection
- 06/2015: OVERHEAD Mag. Cover und Fotostrecke 1920 Mugshots Collection Mens Hairdresser of the Year
- 07/2015: Tophair int.  Fotostrecke/Story Colourist of the Year Collection
- 07/2015: OVERHEAD Mag. Fotostrecke/Story iD Collection
- 07/2015: VOR Mag. Fotostrecke Hairdresser of the Year Majestic Sci-Fi Collection
- 07/2015: MAXIMA Fotostrecke Hairdresser of the Year Majestic Sci-Fi Collection
- 08/2015: Tophair int. Fotostrecke/Story Granny Style Domestos
- 09/2015: WOMAN Fotostrecke Story Epic Collection
- 10/2015: PHOTOGRAPHIE Magazin Fachartikel Haarige Sache
- 10/2015: Österreichischer Friseur Fotostrecke Epic Collection
- 12/2015: Österreichischer Friseur Fotostrecke DNA COLLECTION
- 01/2016: Tophair int. Fotostrecke DNA by Lepschi & Lepschi
- 03/2016: Tophair int. Story Domestos Collection
- 03/2016: Österreichischer Friseur Cover und Fotostrecke Domestos Collection
- 04/2016: Peluquerias Mag. Cover und Fotostrecke
- 04/2016: Österreichischer Friseur Fotostrecke Hair is your life Collection
- 05/2016 WOMAN Fotostrecke Réglage Collection Blonds
- 06/2016: PHOTOGRAPHIE Magazin Fachartikel Benzin im Blut
- 06/2016: Pelluquerias Mag. Fotostrecke 07/2016
- 07/2016: OVERHEAD Mag. Fotostrecke Réglage Collection
- 07/2016: TOPHAIR Mag. Fotostrecke Réglage Collection
- 08/2016: Open Hair Mag. Fotostrecke iD Collection
- 08/2016: Imsalon Mag. Fotostrecke Réglage Collection
- 08/2016: Pelluquerias Mag. Doppelseite Réglage Collection
- 09/2016: Pelluquerias Mag. Cover 1920s Mugshots
- 11/2016:  Elite Magazin Fotostrecke the CLASH
- 01/2017: Imsalon Mag. Fotostrecke theCLASH
- 03/2017: Tophair Mag. Fotostrecke Doppelseite theCLASH
- 04/2017: Pelluquerias Mag. Fotostrecke theCLASH
- 05/2017: Pelluquerias Mag. Fotostrecke Apocalyptica

## Auszeichnungen
- Erster Platz beim Wettbewerb zur Kunstausstellung "Natura 2008" in Altenmarkt.
- Er war einer der Gewinner des "DOCMA Awards 2008".
- 2011 gewann Dokoupil in Kooperation mit dem Linzer Starfrisör Alex Lepschi den Hairdressing-Award in den Sparten Avantgarde, Colour und Newcomer.
- 2012 konnte Stefan Dokoupil den Staatsmeistertitel der Fotografie (Sparte Color) des Verbandes Österreichischer Amateurfotografen-Vereine (VÖAV)[6] für sich entscheiden.
- 2012 gewann Dokoupil den Schwarzkopf Hairdressing Award in den Sparten Avantgarde und Damen.
- 2013 gewann Dokoupil den Schwarzkopf Hairdressing Award in den Sparten Avantgarde und Damen.
- 2013 Doppelseite und Listung "200 best Ad Photographers worldwide" Lürzer’s Archiv
- 2015 gewann Dokoupil den Schwarzkopf Hairdressing Award in den Sparten Damen, Herren, Colour, Presse und Hairdresser of the Year 2015 mit Alexander Lepschi
- 2017 gewann Dokoupil den Schwarzkopf Hairdressing Award in der Sparte Damen mit Alexander Lepschi
- 2019 gewann Dokoupil den Schwarzkopf Hairdressing Award in den Sparten Damen, Herren und Hairdresser of the Year 2019 mit Alexander Lepschi
- 2022 gewann Dokoupil den Schwarzkopf Hairdressing Award in der Sparte Avantgarde mit Toni and Guy Vienna